# Rio Aliste
Aliste é um Rio espanhol da província de Castela e Leão que nasce na Serra da Culebra. Tem como afluentes o rio Mena e os riachos Rio Frio e Cebal e deságua no rio Esla, na barragem de Ricobayo.